# Popovice (ort i Tjeckien, Mellersta Böhmen)
Popovice är en ort i Tjeckien.   Den ligger i regionen Mellersta Böhmen, i den centrala delen av landet, 50 km sydost om huvudstaden Prag. Popovice ligger 456 meter över havet och antalet invånare är 271.
Terrängen runt Popovice är platt österut, men västerut är den kuperad. Runt Popovice är det ganska glesbefolkat, med 38 invånare per kvadratkilometer. Närmaste större samhälle är Benešov, 10,7 km norr om Popovice. Omgivningarna runt Popovice är en mosaik av jordbruksmark och naturlig växtlighet.